# Анатолиј Јаровиj
Анатолиј Јаровиj (рођен 1. априла 1982. године, Ровно, Украјина) је украјински адвокат заступник, адвокат за људска права и кривично право, и партнер у адвокатској канцеларији Collegium of International Lawyers.

## Образовање
Године 1999, Јаровиј је дипломирао на Ровењском регионалном интернатском лицеју. Године 2004. стекао је диплому правника на Националном универзитету „Иван Франко“ у Лавову. Године 2013. студирао је у Центру за људска права и међународну правду на Универзитету Станфорд (САД).

## Каријера
Од јуна 2004. до октобра 2010. године, Јаровиј је радио у тужилаштву у Ровну и у тужилаштву Кијевске области. Године 2006. у Хагу је завршио праксу из кривичног правосуђа и изучавао активности Међународног суда правде, Међународног трибунала за бившу Југославију и Европског суда за људска права. Од септембра 2009. до јануара 2011. године обављао је функцију ванредног професора на Катедри за кривично право и криминологију на Националној академији тужилаштва Украјине.
У октобру 2010. године, Јаровиј је почео да се бави адвокатуром у адвокатској канцеларији „Alexandrov & Partners“. Од 2011. до 2013. године радио је као адвокат у приватним компанијама — LLC „BC Toms“ и LLC „Lendcom UA“. Од новембра 2012. до марта 2017. године самостално се бавио адвокатуром. Године 2017. радио је као адвокат у адвокатској канцеларији „Vasil Kisil & Partners“. Исте године је завршио праксу у Европском суду за људска права. Од октобра 2018. године је партнер у адвокатској канцеларији „Collegium of International Lawyers“.
Анатолиј Јаровиј је учествовао у бројним случајевима високог ранга. Конкретно, заступао је бившег заменика министра финансија Украјине оптуженог за проневеру средстава Кјото протокола, а такође је бранио клијенте у случају везаном за набавку амбулантних возила повезану са владом Јулије Тимошенко.
Анатолиј Јаровиј је такође заступао иностраног инвеститора, Alpcot Agro, у случају преузимања од стране корпоративног нападача, што је резултирало враћањем имовине вредне око 10 милиона америчких долара.
У 2020. години, Јаровиј је био заступник одбране у случајевима које је истраживао Национални биро за борбу против корупције Украјине (НАБУ), а посебно у вези са PJSC „Ukrzaliznytsia“ и NNEGC „Energoatom“. Такође је учествовао у поступцима везаним за масовна убиства током Револуције достојанства, заступајући интересе жртава у случајевима који укључују убиства активиста познатих као „Небеска стотина“.
Јаровиј је члан Украјинске адвокатске коморе, Међународне адвокатске коморе и НВО Запосленици Интерпола.